# Intel 8749
Intel 8749 je jednočipový mikropočítač rodiny MCS-48 firmy Intel uvedený na trh roku 1976. Je téměř identický s Intelem 8748, jen má zvětšenou programovou paměť EPROM na 2 KiB.